# Piero Dorfles
Piero Dorfles (Trieste, 29 dicembre 1946) è un giornalista, critico letterario e personaggio televisivo italiano.

## Biografia
Nato nel 1946, Piero Dorfles è figlio dell'avvocato Giorgio Dorfles e di Alma, e nipote del critico d'arte Gillo Dorfles. Giornalista professionista dal 1975, è stato responsabile dei servizi culturali del Giornale Radio Rai ed è poi divenuto noto al grande pubblico grazie alla sua partecipazione al programma televisivo di Rai 3 Per un pugno di libri nella conduzione del quale ha affiancato dapprima Patrizio Roversi e successivamente Neri Marcorè, Veronica Pivetti e Geppi Cucciari.
Ha curato inoltre, fino al 2007, la rubrica radiofonica Il baco del millennio per Rai Radio 1.
Tra i suoi libri, concernenti argomenti legati al mondo della comunicazione radiotelevisiva, si segnalano Atlante della radio e della televisione (Nuova ERI, 1988), Guardando all'Italia, Nuova ERI, 1991,  e Carosello (Il Mulino, 1998) e Il ritorno del Dinosauro. Una difesa della cultura.

## Opere
- Atlante della Radio e della Televisione 1993. 40 anni di TV, con Carla Salvatore, Torino, Nuova ERI, 1993.
- Carosello, Collana L'identità italiana, Bologna, Il Mulino, 1998, ISBN 978-88-1506-588-9.
- Il ritorno del dinosauro. Una difesa della cultura, Collana Saggi, Milano, Garzanti, 2010, ISBN 978-88-1160-103-6.
- I cento libri che rendono più ricca la nostra vita, Collana Saggi, Milano, Garzanti, 2014, ISBN 978-88-116-8748-1.
- Le palline di zucchero della Fata Turchina. Indagine su Pinocchio, Collana Saggi, Milano, Garzanti, 2018, ISBN 978-88-116-0433-4.
- Il lavoro del lettore. Perché leggere ti cambia la vita, Collana Overlook, Firenze, Bompiani, 2021, ISBN 978-88-301-0918-6.
- Chiassovezzano: Una casa e una famiglia temeraria in tempo di guerra, Firenze, Giunti, 2024, ISBN 978-88-301-0822-6.